# Палаццо Каоторта-Ангаран
Палаццо Каоторта-Ангаран (итал. Caotorta Angaran) — дворец в Венеции на Гранд-канале, в районе Дорсодуро. Расположен рядом с Палаццо Бальби и Палаццо Чивран Гримани. Построен в XIV веке, но в 1956 году подвергся капитальной реконструкции. Фасад интересен выделенными карнизами и гербом XVIII века между окнами антресольного этажа. Дворец имеет подъезд со стороны Гранд-канала.